# Кратов, Дмитрий Николаевич
Дми́трий Никола́евич Кра́тов (1903—1985) — подполковник Советской Армии, участник Великой Отечественной войны, Герой Советского Союза (1945).

## Биография
Родился 23 октября 1903 года в селе Алкужинские Борки (ныне — Моршанский район Тамбовской области). В 1925—1927 годах проходил службу в Рабоче-крестьянской Красной Армии. Уволившись в запас, окончил Ашхабадский гидротехникум и Ташкентский строительный институт, после чего работал начальником Сталинабадской областной строительной конторы. В 1941 году был мобилизован в РККА. Окончил курсы усовершенствования командного состава. С ноября 1941 года — на фронтах Великой Отечественной войны. Участвовал в битве за Москву, боях подо Ржевом, освобождении Брянской области, Белорусской ССР, Польши.
К январю 1945 года гвардии подполковник Кратов командовал 250-м гвардейским артиллерийско-миномётным полком 17-й гвардейской кавалерийской дивизии 2-го гвардейского кавалерийского корпуса 1-го Белорусского фронта. Отличился во время Висло-Одерской операции. Полк Кратова принимал активное участие в боях на реках Равка и Бзур, а также освобождении Быдгоща. В бою между населёнными пунктами Ястров, Фледерборн и Валлахзее полк в содействии с кавалерийскими и танковыми подразделениями уничтожил 15 танков и около 4000 солдат и офицеров противника, захватил 34 артиллерийских орудия, 19 миномётов, 172 пулемёта и взял в плен около 2000 солдат и офицеров противника.
Указом Президиума Верховного Совета СССР от 31 мая 1945 года за «умелую организацию артиллерийского обеспечения частей кавалерийской дивизии при прорыве обороны противника на рубеже рек Равка и Бзур, овладении городом-крепостью Быдгощ, завершении прорыва позиции Померанского вала и освобождении ряда городов Польши» гвардии подполковник Кратов был удостоен звания Героя Советского Союза с вручением ордена Ленина и медали «Золотая Звезда» за номером 6726.
В 1946 году уволен в запас. Проживал сначала в Средней Азии, где работал в строительной отрасли, позднее переехал в Севастополь. Умер 23 января 1985 года, похоронен на Аллее Героев кладбища «Кальфа» в Севастополе.
Был также награждён орденами Красного Знамени, Кутузова 3-й степени, Отечественной войны 1-й и 2-й степеней, Красной Звезды, рядом медалей.